# Lupin III - L'avventura italiana
Lupin III - L'avventura italiana (ルパン三世?, Rupan Sansei) è la quarta serie TV anime di Lupin III. La serie, composta da 26 episodi, è prodotta dalla TMS Entertainment e animata dalla Telecom Animation Film, ed è ambientata tra l'Italia, San Marino e la Francia. La serie, dopo un'anteprima mostrata il 29 agosto 2015 nella Repubblica di San Marino, è stata trasmessa in prima visione mondiale dal 30 agosto al 30 novembre 2015 su Italia 1.
È stata presentata in anteprima il 18 luglio 2015 al Riminicomix con la sigla italiana cantata da Moreno e Giorgio Vanni e alcuni spezzoni doppiati in diretta da Stefano Onofri e Alessandra Korompay, i doppiatori di Lupin e Fujiko. In Giappone l'inizio della serie è stato programmato su NTV per il 2 ottobre 2015. Secondo le dichiarazioni di Kazuhide Tomonaga, responsabile del progetto, in questa serie Arsenio Lupin III è per certi versi più contraddittorio, maturo e vanesio, meno goffo e smaccatamente buono rispetto alle serie precedenti.
Ispirato alla serie, è stato trasmesso su Nippon Television l'8 gennaio 2016 uno special collegato alla serie intitolato Lupin III - La partita italiana.

## Trama
Dopo essersi sposato con la bella e ricca Rebecca Rossellini (una giovane ereditiera di una delle famiglie più importanti di San Marino), Lupin III (in questa serie con una inedita giacca blu) assieme alla sua banda compirà diverse rapine e avventure prevalentemente in Italia e a San Marino.

## Doppiaggio
L'edizione italiana della serie è stata realizzata, per Mediaset, dallo studio Logos di Milano sotto la supervisione editoriale di Tania Gaspardo. La direzione del doppiaggio è a cura di Perla Liberatori e Alessio Pelicella. La traduzione dall'originale dei dialoghi è di Andrea De Cunto mentre l'adattamento è a opera di Francesca Tretto, Felice Invernici e Claudio Ridolfo.
| Personaggio          | Doppiatore giapponese | Doppiatore italiano |
| -------------------- | --------------------- | ------------------- |
| Arsenio Lupin III    | Kan'ichi Kurita       | Stefano Onofri      |
| Daisuke Jigen        | Kiyoshi Kobayashi     | Alessandro D'Errico |
| Goemon Ishikawa XIII | Daisuke Namikawa      | Antonio Palumbo     |
| Fujiko Mine          | Miyuki Sawashiro      | Alessandra Korompay |
| Koichi Zenigata      | Kōichi Yamadera       | Rodolfo Bianchi     |
| Rebecca Rossellini   | Yukiyo Fujii          | Gaia Bolognesi      |
| Justin Person (Nix)  | Shunsuke Sakuya       | Fabrizio Pucci      |
| Robson Zuccoli       | Jin Yamanoi           | Guido Di Naccio     |
| Wataru Uraga         | Eiji Hanawa           | Andrea Lavagnino    |
| Percival Gibson      | Shinshū Fuji          | Pierluigi Astore    |
| Leonardo da Vinci    | Kazuhiko Inoue        | Marco Baroni        |

## Colonna sonora
La colonna sonora originale è stata composta da Yūji Ōno. Nelle versioni internazionali, buona parte di essa è stata sostituita da partiture della band Papik.
Sigle giapponesi
- Sigla d'apertura: Theme from Lupin III 2015, composta e arrangiata da Yūji Ōno, eseguita da You & The Explosion Band[11]
- Sigla di chiusura: Chanto iwanakya aisanai (ちゃんと言わなきゃ愛さない? lett. "Non ti amerò se non lo dici chiaramente"), di Sayuri Ishikawa[12]

Sigla italiana
- Lupin, un ladro in vacanza, musica di Max Longhi e Giorgio Vanni, testo di Moreno, Max Longhi e Giorgio Vanni, cantata da Moreno e Giorgio Vanni[13] (in chiusura è impiegata la versione strumentale)

## Episodi
Il 29 agosto i primi due episodi sono stati mostrati in anteprima a San Marino.
La serie è composta in totale da 26 episodi.
| Nº | Titolo italiano Giapponese 「Kanji」 - Rōmaji | In onda              | In onda           |
| Nº | Titolo italiano Giapponese 「Kanji」 - Rōmaji | Giapponese           | Italiano          |
| 1  | Il matrimonio di Lupin III 「ルパン三世の結婚」 - Rupan Sansei no Kekkon | 2 ottobre 2015       | 30 agosto 2015    |
| 1  | Zenigata riceve una partecipazione di nozze da Lupin III, il quale si trova a San Marino per sposare la regina dei tabloid italiana Rebecca Rossellini: il matrimonio però è solo un pretesto per rubare la preziosissima corona reale che, alla fine, verrà rubata dalla stessa Rebecca, amante della vita spericolata, dicendo a Lupin di poter usare la sua firma essendo lei la Signora Lupin. Lupin cerca di convincerla a firmare le carte del divorzio ma la ragazza si rifiuta e se ne va. |                      |                   |
| 2  | Il falso fantasista 「偽りのファンタジスタ」 - Itsuwari no fantajisuta | 9 ottobre 2015       | 30 agosto 2015    |
| 2  | Mauro Brozzi, attaccante della squadra di calcio biancoceleste di San Marino, viene ricattato dall'imprenditore mafioso Riccardo Mondini con delle cartelle cliniche secondo le quali il calciatore risulta dopato: si scopre poi che Brozzi faceva uso di doping per ovviare alla cecità del suo occhio destro. Lupin e la sua banda allora rubano le cartelle cliniche dalla dimora del mafioso, permettendo così al calciatore di disputare la finale del campionato. |                      |                   |
| 3  | 0,2% possibilità di sopravvivere 「生存率0,2%」 - Seizon-ritsu 0,2 pāsento | 16 ottobre 2015      | 30 agosto 2015    |
| 3  | Lupin e Jigen si trovano a San Leo per rubare un frammento della collana della regina Maria Antonietta, ma vengono messi sotto torchio dall'agente Nyx dell'MI6. Nyx riesce a dare del filo da torcere sia a Jigen che a Lupin, trovandosi addirittura sul punto di uccidere quest'ultimo; ma non appena egli sta per premere il grilletto viene interrotto da dei botti piazzati da Lupin stesso nell'hotel dove risiede il principe d'Inghilterra, in visita in Italia dall'amica Rebecca. Nyx allora si vede costretto ad abbandonare la missione di eliminare Lupin, giurando che in futuro non l'avrà franca. |                      |                   |
| 4  | Tiratore scelto 「我が手に拳銃を」 - Waga Te ni Kenjū o | 23 ottobre 2015      | 30 agosto 2015    |
| 4  | Jigen entra in un ambulatorio per farsi curare un dolore al dente ma scopre che i cittadini del posto sono vittime della gang di un certo Eric, boss mafioso responsabile del controllo delle armi in entrata in città. Molti lo vogliono morto ma Jigen, con la sua astuzia, riesce a eliminare la gang senza l'uso delle armi fino a recuperare la sua Magnum, confiscatagli dal mafioso, e ucciderlo, liberando la piccola cittadina dai soprusi dei mafiosi. |                      |                   |
| 5  | La mano sinistra del mago 「魔法使いの左手」 - Mahōtsukai no Hidarite | 30 ottobre 2015      | 6 settembre 2015  |
| 5  | Fujiko entra a far parte della troupe del circo di Luca, un giovane mago che ha ereditato il manuale di magia del grande Tony, suo mentore. Gli artisti del circo di Luca fanno di tutto per metterlo alle strette e rivelare quei segreti di magia ma Fujiko, fingendo interesse per Luca, lo convince a vendere tali segreti a un circo concorrente. A fronte di ciò, Fujiko riceve una generosa ricompensa dalla direttrice di quest'ultimo, che si scopriranno alla fine essere entrambe in combutta tra loro. |                      |                   |
| 6  | Zombie a Venezia 「ヴェニスオブザデッド」 - Venisu obu za deddo | Esclusiva DVD/Bluray | 6 settembre 2015  |
| 6  | Lupin e Rebecca si incontrano per firmare le carte del divorzio, ma vengono interrotti da un'ondata di zombie: salvati da un elicottero dei Carabinieri, si scoprirà che il tutto è una messa in scena per un film horror e che Rebecca ne è la produttrice. Spaventato dalla popolarità che potrebbe dargli il film, Lupin pensa allora di rubarne la pellicola ma trova sulla sua strada la stessa Rebecca, con la quale infine raggiunge un accordo: grazie agli effetti speciali, infatti, egli appare nel film sotto forma di zombie, potendo così continuare a fare il ladro senza problemi. |                      |                   |
| 7  | Fino al tramonto della luna piena 「満月が過ぎるまで」 - Mangetsu ga sugiru made | 6 novembre 2015      | 7 settembre 2015  |
| 7  | Lupin vuole mettere le mani sul patrimonio del magnate dei media Roberto Gotti, ereditato dalla moglie Elena e di cui solo lei ne conosce la posizione. Assieme a Jigen e Fujiko, deve però fare i conti con un determinato ispettore Zenigata. Elena rivela all'ispettore che non esiste nessun patrimonio e poi gli racconta la sua storia: quando era un'adolescente suo padre la costringeva a prostituirsi, poi conobbe Roberto che la sposò, dandole un tenore di vita migliore, ma un suo concorrente in affari la manipolò seducendola, e quando Roberto la colse sul fatto iniziò a renderle la vita impossibile, con tanto di violenze fisiche. Poco prima che la sua malattia lo uccise, lui fece credere al mondo che Elena avrebbe ereditato un grande patrimonio, sapendo da subito che molti criminali avrebbero cercato di derubarla. Ma alla fine si scopre che Elena aveva mentito, il patrimonio esiste veramente, Lupin cerca di rubarlo, ma Zenigata riesce a farlo desistere completamente dal suo obiettivo, almeno per questa volta. All'ispettore non importa se Elena è una bugiarda o meno, lui voleva solo aiutarla. Elena decide infine di usare il denaro ricavato dal patrimonio del defunto marito per finanziare la sua campagna elettorale e candidarsi in politica, con l'obbiettivo di combattere la criminalità e la prostituzione. |                      |                   |
| 8  | Il rapimento 「ザッピング オペレーション」 - Zappingu operēshon | 13 novembre 2015     | 13 settembre 2015 |
| 8  | La figlia di Nyx dell'MI6, che è una fan di Rebecca, la incontra e per errore prende la sua borsa strauss, poi la ragazzina viene rapita e rinchiusa nel bagagliaio di un'auto da due sequestratori. Lupin, dopo un furto in gioielleria, prende l'auto dei rapinatori per fuggire da Zenigata, visto che la sua è controllata da due poliziotti. Dopo aver liberato la ragazza, però, viene braccato da Nyx e Rebecca, l'agente dell'MI6 rivuole la figlia, mentre Rebecca lo strauss, però quando tutti capiscono che la storia è solo un malinteso, mettono da parte le loro divergenze dimenticando tutto, inoltre Nyx chiede a Rebecca un autografo per la figlia. Purtroppo i gioielli rubati da Lupin, che erano rimasti nell'auto che lui e Jigen avevano abbandonato dopo che Nyx aveva iniziato a dare loro la caccia, vengono sequestrati da Zenigata. |                      |                   |
| 9  | Benvenuti all'albergo infestato 「ホーンテッドホテルへようこそ」 - Hōnteddo hoteru he yōkoso | 20 novembre 2015     | 13 settembre 2015 |
| 9  | Lupin e Jigen vanno alla ricerca di un tesoro in un castello, trasformato in albergo, che si dice sia infestato dai fantasmi. Mentre Jigen apprende dal proprietario che la storia dei fantasmi era solo una diceria per attrarre i visitatori, Lupin si ritrova ad affrontare una ladra di mezza età con i suoi figli, anche loro interessati al tesoro, ma viene aiutato da Carla, una bambina che afferma di essere la figlia del proprietario. Infine Lupin riesce a trovare la stanza del tesoro, scoprendo però che la stessa Carla era un fantasma che vegliava nel castello in attesa che qualcuno ritrovasse le sue ossa, anche queste rimaste nella stanza. Dato che le sue volontà si sono compiute, ella avrebbe potuto finalmente riposare in pace. |                      |                   |
| 10 | Requiem per gli assassini 「殺し屋たちの鎮魂歌」 - Koroshi-ya-tachi no chinkonka/requiem | 27 novembre 2015     | 14 settembre 2015 |
| 10 | Goemon viene assoldato, assieme ad altri killer, da un politico per uccidere un dittatore africano che possiede dei pozzi petroliferi ma per arrivare a lui devono prima uccidere il cecchino che lo protegge, un certo Zora. Qui conosce Isabella, una ragazza bionda e particolare con la quale fa un giuramento col mignolo, con cui promette che farà di tutto pur di salvarle la vita. Riescono a uccidere il dittatore. Nel presente i killer che quel giorno si salvarono vengono uccisi uno alla volta dallo stesso fucile e questo fa pensare che Zora, che credevano morto sia vivo. Alla fine Goemon scopre che ad uccidere gli altri sicari è stata Isabella perché costretta dal politico, il quale gli ha impiantato nel cuore una bomba. Isabella è costretta a sparare al samurai, altrimenti con un telecomando il politico attiva la bomba, la quale scoppierà dopo un minuto. La ragazza però si gira e spara, uccidendo il politico. Isabella, sentendosi in colpa, prende il telecomando e attiva la bomba; ma Goemon la convince che ha fatto un errore e le ricorda che avrebbe fatto di tutto pur di salvarla. Usando la sua katana zantetsu-ken nagareboshi infilza la ragazza al petto, facendo uscire la bomba. La ragazza viene poi ritrovata viva, anche se in fin di vita. Alla fine Lupin, Jigen e Goemon vedono un ragazzino passare, Lupin gli chiede che strada può fare senza essere visto dai poliziotti, ma il ragazzino non si fida, pensando che Lupin sia un ladro, ma lui lo convince del contrario. Così il ragazzino vuole che Lupin faccia un giuramento col mignolo e dice che glielo ha insegnato una ragazza bionda; Goemon capisce che si tratta di Isabella. Nel frattempo arriva Zenigata e la banda è costretta a scappare, ma il samurai, grazie alla sua katana, taglia le auto dei poliziotti e riescono così a fuggire senza tanti problemi. |                      |                   |
| 11 | Nettare d'amore 「恋煩いのブタ」 - Koiwazurai no buta | 4 dicembre 2015      | 20 settembre 2015 |
| 11 | Lupin va, insieme a Fujiko e Rebecca, a un'asta dove verrà venduto del vino, chiamato il "Nettare dell'amore", la cui formula chimica crea uno stato di eccitazione simile all'amore. |                      |                   |
| 12 | Il sogno italiano (prima parte) 「イタリアの夢 (前篇)」 - Itaria no yume(zenpen) | 11 dicembre 2015     | 20 settembre 2015 |
| 12 | L'MI6 rapisce Rebecca perché vuole sapere cosa sia il "sogno italiano", Lupin e i suoi amici studiano il modo di liberarla sfruttando il servizio comunicazioni dell'MI6 e riescono a farla fuggire grazie all'agente Nyx. Nyx perde il controllo a causa di Robson che attenta alla vita della sua famiglia e aggredisce i suoi agenti. Nel covo di Lupin, Robson dice a Lupin che il segreto del "sogno italiano" è in un libro lasciato dall'unico amore di Rebecca: il giapponese Wataru. Lupin, intenzionato a scoprire il segreto del libro prova a decifrarlo. |                      |                   |
| 13 | Il sogno italiano (seconda parte) 「イタリアの夢 (後篇)」 - Itaria no yume(Kōhen) | 18 dicembre 2015     | 21 settembre 2015 |
| 13 | Lupin inizia a decifrare i codici del libro del defunto fidanzato di Rebecca, Wataru Uraga. Il ladro entra in uno stato di sonno in cui conosce Wataru, che gli spiega che quello non è un sogno, poiché in realtà Lupin, decifrando i codici del libro, ha fatto sì che Wataru entrasse nel suo subconscio: è questo il sogno italiano, la capacità di ricreare la propria essenza anche nella mente di un'altra persona. Prima di riprendere conoscenza, Wataru dice a Lupin che gli "uomini-ombra" lo hanno ucciso perché volevano il suo lavoro, poi gli chiede di distruggerlo. Lupin si risveglia e distrugge tutto il lavoro di Wataru, poi affronta Nyx, ma entrambi vengono catturati dall'MI6. Zenigata chiede all'agenzia la custodia di Lupin, quindi l'MI6 consegna all'ispettore il ladro, che viene arrestato. Nel mentre Rebecca confessa a Lupin di non aver mai depositato il certificato di matrimonio. |                      |                   |
| 14 | La fine di Lupin III 「ルパン三世の最期」 - Rupan Sansei no saigo | 25 dicembre 2015     | 28 settembre 2015 |
| 14 | Dopo essere stato arrestato, Lupin viene portato in un carcere di massima sicurezza, circondato da centinaia di agenti. Dopo aver tentato più volte di evadere, Zenigata decide di rinchiuderlo in una cella d'acciaio su una piccola isola, sotto la sua stretta sorveglianza, sperando che sia davvero a prova di fuga. Lupin decide di non mangiare, e di morire con dignità, preferendo ciò a una vita in gabbia, tanto da rifiutare il cibo che Zenigata gli offre. Lupin muore apparentemente, Zenigata entra nella sua cella, vedendo il suo corpo privo di vita, per poi scoprire che era solo un dipinto del suo corpo in prospettiva fatto con il cibo che l'ispettore gli dava. Il ladro ruba all'ispettore la sua pistola e scappa, rinchiudendo Zenigata nella cella. La notizia che Lupin è scappato viene diffusa dai telegiornali, anche Nyx e la sua bambina vengono a conoscenza della cosa, dimostrando entrambi di esserne abbastanza compiaciuti. L'episodio si conclude con il direttore dell'MI6 che viene a conoscenza del fatto che un prigioniero misterioso che era rinchiuso in una base dell'MI6 è riuscito a fuggire, affermando che questa misteriosa persona potrebbe catapultare il mondo in una nuova era. |                      |                   |
| 15 | Non spostate la Gioconda! 「モナリザを動かすな」 - Monariza wo ugokasu na | 8 gennaio 2016       | 5 ottobre 2015    |
| 15 | Lupin, rimasto a corto di soldi, decide di rubare la Monna Lisa dal museo del Louvre per rivenderla a un miliardario italiano. Il piano, a prima vista, fallisce, in quanto Lupin si rende conto a furto compiuto di aver trafugato un falso, mentre l'originale finisce tra le mani del corrotto ministro francese Philippe, che da tempo è solito darlo segretamente in prestito a clienti facoltosi in giro per il mondo per finanziare la propria carriera politica. Alla fine si scopre che il falso trafugato da Lupin era stato creato dallo stesso prigioniero fuggito dai laboratorio dell'MI6 a Roma, il quale si rivela essere nientemeno che lo stesso Leonardo da Vinci. |                      |                   |
| 16 | Sotto copertura al liceo 「ハイスクール 潜入大作戦!」 - Haisukūru sen'nyū daisakusen! | 15 gennaio 2016      | 12 ottobre 2015   |
| 16 | Durante un ennesimo inseguimento da parte di Zenigata, Lupin perde il diamante "L'anima di Cleopatra", così denominato perché si suppone abbia un'anima che lo porti a cambiare sempre padrone. Lupin vede il diamante infilarsi nello zainetto di un ragazzo che si sta recando a scuola. Per recuperare il diamante, Lupin si finge supplente nell'istituto dove va a scuola il ragazzo, Ricky, ma scopre che esso è stato rubato da quattro professori, che lo vogliono utilizzare per creare una bomba. L'intento è quello di uccidere una pericolosa banda di usurai, che vuole da loro 500000 € per un torto subìto. Lupin riesce a recuperare il diamante e a liberare i quattro professori e Ricky dai malviventi, ma poi lo getta in mare, perché si rende conto che è il diamante stesso che cambia l'anima di chi lo possiede, rendendolo fragile e mutevole. Il diamante viene infine involontariamente recuperato da alcuni delfini, che per caso lo gettano addosso a Fujiko mentre prende il sole su una barca. |                      |                   |
| 17 | Il giorno libero di Lupin 「ルパン三世 の休日」 - Rupan Sansei no kyūjitsu | 22 gennaio 2016      | 19 ottobre 2015   |
| 17 | Lupin si prende un giorno libero: niente furti, solo svago. Unica incombenza: portare una cagnolina, smarrita da un'eccentrica riccona, al porto di Messina, dove Fujiko la potrà riconsegnare alla padrona e intascare la ricca ricompensa. Tra inseguimenti da parte di Zenigata e altri contrattempi, la giornata non si svolgerà esattamente come Lupin l'aveva pianificata... |                      |                   |
| 18 | La marionetta assassina 「皆殺しのマリオネット」 - Minagoroshi no marionetto | 29 gennaio 2016      | 26 ottobre 2015   |
| 18 | Greco, un fanatico famoso per aver ucciso un gran numero di criminali, sfida Lupin in diretta tv, Greco è un uomo molto famoso e carismatico, bravo nel trascinare le folle, per rendere la sfida più interessante offre al ladro e alla sua squadra la possibilità di rubare un calice all'interno di una chiesa. Lupin, Fujiko, Goemon e Jigen entrano nella chiesa per rubare il calice, ma finiscono in trappola, rimanendo bloccati nelle gallerie sotterranee, dove tutte le uscite sono bloccate. Tramite delle telecamere Greco riesce a tenerli d'occhio, inoltre il tutto viene trasmesso nella tv nazionale in diretta, si aprono persino delle scommesse, dove Lupin viene dato per sconfitto. Greco, usando l'ipnosi, trasforma Lupin in una marionetta assassina sotto il suo comando, spingendolo a pugnalare a morte Fujiko, invece Jigen e Goemon, vittime della paranoia, si uccidono apparentemente a vicenda. Infine Greco spinge Lupin a spararsi alla testa, ma proprio in quell'istante Lupin rivela di non essersi mai fatto ipnotizzare, infatti aveva capito che Greco ipnotizzava la gente con il suo fumo a base di allucinogeni, Lupin aveva trattenuto il fiato, inoltre Fujiko, Goemon e Jigen avevano solo fatto finta di morire. Alla fine Lupin ipnotizza Greco facendogli credere di essere una scimmia, dato che Greco più di tutti è stato esposto al suo stesso fumo, in virtù di ciò la sua mente è facilmente influenzabile. Lupin e i suoi amici ora sono pieni di soldi, dato che Lupin aveva scommesso sulla sua vittoria contro Greco, riuscendo infatti a sconfiggerlo. |                      |                   |
| 19 | La prima cena 「始まり の 晩餐」 - hajimari no bansan | 5 febbraio 2016      | 2 novembre 2015   |
| 19 | Vari murali in cui figurano, uno alla volta, Lupin e la sua banda iniziano ad apparire in varie parti d'Italia, e Lupin, considerandola una sorta di sfida, si introduce assieme a Jigen in un padiglione allestito in Piazza del Duomo a Milano, all'esterno del quale è comparso il primo dipinto, dove è in corso una sfilata di moda. Alla sfilata, in qualità di modelle, vi sono anche Fujiko e Rebecca, e durante l'evento Lupin viene avvicinato anche da Nyx e Zenigata, con quest'ultimo che rivela come, stando agli esperti, tutte le opere presentino straordinarie somiglianze con lo stile proprio di Leonardo da Vinci. L'intero gruppo, cui si unisce lo stesso capo dell'MI6 Gibbons, si reca a Santa Maria delle Grazie, dove, durante una sorta di rivisitazione dell'Ultima Cena, Lupin rivela il grande disegno dietro l'intera vicenda, il quale ruota tutto attorno al Sogno Italiano scoperto da Wataru. Esso, in realtà, altro non sarebbe che una sorta di coscienza collettiva presente nel cervello di tutti gli esseri umani ed accessibile attraverso i sogni al cui interno, conservati nel DNA, sarebbero archiviati i ricordi di ogni uomo vissuto sulla Terra. Nyx, memorizzati gli appunti di Wataru che rivelavano come accedere al Sogno Italiano, li aveva venduti all'MI6 in cambio della sua vita e di quella della sua famiglia, e l'agenzia li aveva usati per clonare Leonardo da Vinci. Gibbons, messo alle strette, ordina l'irruzione dei suoi uomini appostati fuori dalla chiesa, e nella confusione che segue Lupin riesce a incontrarsi con lo stesso Leonardo, ma prima che possa parlare con lui lo scienziato scompare a bordo di un avveniristico aeroplano. |                      |                   |
| 20 | Non svegliare il drago che dorme 「龍は静かに眠る」 - Ryū wa shizuka ni nemuru | 12 febbraio 2016     | 9 novembre 2015   |
| 20 | Fox, il capo di un gruppo mercenario, ruba la "Coda del Drago" all'MI6, ovvero i file criptati contenenti i nomi di tutti gli agenti dei Servizi Segreti Britannici sparsi nel mondo. Lupin, venuto a saperlo, si intrufola nella base del mercenario in una piccola isola per rubarla, così da poter essere sempre informato sulle attività del nemico, ma si trova nuovamente a dover fare i conti con Nyx, che, su ordine di Gibbons, deve recuperare pure lui la Coda del Drago in cambio dell'incolumità della sua famiglia. La missione, però, prende una brutta piega, e quando il tempo limite per recuperare i dati si esaurisce Gibbons decide di passare al piano B, ovvero la distruzione totale dell'isola e l'uccisione di chiunque vi si trovi, a cominciare dallo stesso Nyx. Fox e tutti i suoi uomini vengono massacrati da un massiccio bombardamento aereo e dal successivo rastrellamento, ma proprio quando le truppe speciali dell'MI6 stanno per uccidere Nyx arrivano in suo aiuto giungono Lupin, Goemon e Jigen. Gibbons, credendo Nyx morto, ordina a un suo agente di uccidere la sua famiglia, ma Nyx riesce a fermarlo in tempo. Quindi, dopo aver fatto irruzione nella base dell'MI6, Nyx cerca di uccidere Gibbons, ma viene fermato da Leonardo da Vinci, che riesce a convincere l'agente a desistere dal suo proposito salvo poi sabotare la pistola di Gibbons in modo che al primo colpo si uccida da solo con la sua arma. Lupin capisce quindi che è stato Leonardo ad aiutare Fox a rubare la Coda del Drago, dal momento che anche lui voleva tutelarsi dall'MI6. Leonardo, a questo punto, decide di lasciare la Coda del Drago a Lupin, dato che ora lui non ha più bisogno visto che Gibbons è morto. |                      |                   |
| 21 | Per sentirti cantare ancora 「もう一度、君の歌声」 - Mōichido, kimi no utagoe | 19 febbraio 2016     | 15 novembre 2015  |
| 21 | Lupin, d'accordo con un mediatore di auto d'epoca, ruba una Fiat 500 Topolino da un concessionario, e Zenigata, che vorrebbe arrestarlo, si scope tuttavia impossibilitato a procedere per espresso ordine del proprietario originale dell'auto, l'anziano manager musicale Martino Anita. La macchina, però, è dotata di una sua volontà, e costringe Lupin a farsi portare in giro per tutta Roma sotto lo sguardo attento della polizia, in una sorta di parata che si conclude sulle rive di un lago, il luogo in cui Martino e la moglie, la ex cantante Nora, erano soliti eleggere a proprio rifugio d'amore. Nora infatti è ormai prossima alla morte, e mentre lui inizialmente voleva disfarsi di ogni ricordo legato a lei, compresa la vecchia fiat, lei invece nell'inconscio voleva solo rivivere un'ultima volta i ricordi più felici della sua vita, un sentimento che ha finito per venire assimilato dalla macchina dandole vita. |                      |                   |
| 22 | Dal Giappone con amore 「日本より愛をこめて」 - Nihon yori ai wo komete | 26 febbraio 2016     | 15 novembre 2015  |
| 22 | Fujiko, rientrata in Giappone, viene rapita, ed il suo sequestratore intima a Lupin di consegnargli entro 36 ore una preziosissima marionetta realizzata dallo scienziato e scrittore giapponese Hiraga Gennai in cambio della vita della sua partner. Lupin quindi, travestito da Zenigata, riesce apparentemente a sottrarre la marionetta alla sua proprietaria, l'attuale capostipite della famiglia Nekogami, ma quando si reca al luogo dello scambio sia lui che Fujiko (che come al solito aveva solo complottato alle spalle di Lupin per burlarsi di lui) si rendono conto di essere caduti in una gigantesca trappola organizzata dall'egocentrico detective Akechi Holmes per conto della polizia giapponese. Stavolta per Lupin non c'è scampo, ma Fujiko, riuscita a scappare e ferita nell'orgoglio, riesce con l'aiuto di Jigen a organizzare l'evasione del suo complice, a riprova del fatto che i due, dopotutto, non sono poi così poco affini l'uno all'altra. |                      |                   |
| 23 | Rendez-vous senza fermate 「ノンストップランデブー」 - Nonsutoppu randebū | Esclusiva DVD/Bluray | 22 novembre 2015  |
| 23 | Rebecca, insieme a Robson, guarda la prima del suo nuovo film, basato su una sua reale esperienza: Lupin, arrivato da poco in Italia, cercò di salvare Rebecca e Robson da uno psicopatico che li prese in ostaggio su un treno in corsa, se Rebecca non avesse accettato di sposare il suo sequestratore loro sarebbero morti tutti dato che il treno, a un certo punto della corsa, curvando, sarebbe caduto su un lago, e tutti sarebbero morti a causa dell'esplosivo che si trovava sul treno. Lupin, con la sua auto, si lancia all'inseguimento del treno, con l'aiuto di Zenigata, il quale si era ammanettato al ladro. I due riescono a salire sul treno, e dopo essersi liberati dalle manette, mettono fuori combattimento il sequestratore, Lupin poi ferma il treno con il freno a mano, salvando Rebecca e Robson. Il sequestratore viene arrestato, mentre Lupin scappa, da qui nacque l'interesse di Rebecca per lui. |                      |                   |
| 24 | Ti prenderò, Lupin! 「ルパン、頂きに参ります」 - Rupan, itadaki ni mairimasu | 4 marzo 2016         | 23 novembre 2015  |
| 24 | Rebecca distribuisce dei volantini in cui dichiara che catturerà Lupin, il quale, nel mentre, inizia a intrufolarsi in diverse banche, anche se stranamente non ruba niente, Rebecca capisce che sta cercando qualcosa in particolare. La ragazza inizia a seminare trappole nelle diverse banche, nel tentativo di catturare Lupin, il quale però riesce sempre a cavarsela. Robson non approva le scelte di vita di Rebecca, ma Fujiko è dell'opinione che in realtà Robson è il primo a trovare divertenti le avventure di Rebecca, dato che alla fine la segue sempre. Lupin entra in un'altra banca, e questa volta affronta Rebecca direttamente, poi Rebecca scopre che Lupin stava solo cercando una banconota da 100 € contrassegnata per via di una semplice sfida tra lui e Jigen. Poi arriva la polizia, quindi Lupin e Rebecca scappano, riuscendo nella fuga anche grazie a un diversivo creato da Robson. Lupin e Rebecca si separano, quest'ultima poi inizia a bere del vino in compagnia del suo maggiordomo, il quale chiede a Rebecca quale sarà la prossima avventura in cui si cimenterà, a dimostrazione del fatto che ora accetta Rebecca così com'è, senza provare più a cambiarla. |                      |                   |
| 25 | L'armonia del mondo (prima parte) 「世界解剖 (前篇)」 - Sekai kaibō (zenpen) | 11 marzo 2016        | 29 novembre 2015  |
| 25 | A San Marino, Leonardo Da Vinci è pronto a creare la sua opera ultima, intitolata "L'armonia del mondo", e lancia una sfida in diretta a tutti gli italiani, che sotto l'influenza della sua ultima invenzione cadono tutti contemporaneamente in un sonno profondo. Lupin, dopo averlo incontrato, si risveglia, in quanto infatti aveva capito che quello era solo un sogno, e l'armonia del mondo altro non è che una variante del sogno italiano, con la quale Leonardo ha ricopiato la sua essenza ricreandola nelle menti di tutti gli italiani. Lupin, Jigen, Goemon, Nyx, Fujiko e Zenigata riescono a sconfiggere Leonardo, risvegliandosi, ma arrivato a San Marino per confrontarsi personalmente con il nemico Lupin si rende conto che invece tutti gli altri italiani, a cominciare da Rebecca, hanno invece fallito, ed il loro destino è di vedere la propria personalità riprogrammata sul modello di quella di Leonardo, così da dare vita ad una nuova stirpe di uomini superiori capaci di creare, per l'appunto, una nuova Armonia del Mondo. Lupin attiva quindi il congegno di Leonardo e ricrea la sua personalità all'interno della mente di Rebecca, dove lui e la personalità di Leonardo lottano per il controllo. |                      |                   |
| 26 | L'armonia del mondo (seconda parte) 「世界解剖 (後篇)」 - Sekai kaibō (kōhen) | 18 marzo 2016        | 30 novembre 2015  |
| 26 | Lupin e Leonardo guardano Rebecca priva di sensi, infatti la vera battaglia viene combattuta dalle loro personalità all'interno della mente della ragazza. Nella sua mente Rebecca è intrappolata in un castello, e al termine di un duro scontro, aiutato anche dal fatto che Leonardo non era riuscito a cancellare del tutto dalla mente di Rebecca il suo amore per Lupin, il ladro gentiluomo ha la meglio, riuscendo a risvegliarla. Leonardo è ancora sicuro di poter vincere dato che la sua essenza ha preso il controllo di milioni di italiani, ma in realtà nessuno di loro è sotto il suo controllo, poiché quando Lupin aveva usato il suo congegno non aveva ricreato la sua personalità solo nella mente di Rebecca, ma in quelle di tutti gli italiani. Con l'arrivo di Jigen e degli altri Leonardo capisce di aver perso, e di lì a breve il suo corpo artificiale, provato da una costruzione incompleta, inizia a cedere: il grande artista era infatti consapevole che gli restasse poco da vivere, e popolando l'Italia di persone che pensassero e agissero come lui credeva di fare il bene dell'umanità, oltre ad ottenere una sorta di immortalità spirituale vivendo allo stesso tempo nella mente di tutti gli italiani. Lupin, però, lo rassicura del fatto che, in ogni caso, il suo ricordo continuerà a vivere in eterno grazie al suo indispensabile apporto alla storia dell'Uomo, e Leonardo, confortato da questo, alla fine muore. Nyx, giunto assieme a Zenigata a San Marino, dà a Leonardo una degna sepoltura augurandogli di riposare in pace. Quindi, qualche giorno dopo, con Lupin costretto a lasciare momentaneamente l'Italia poiché la polizia è convinta che Leonardo non fosse altro che una sua copertura per operare in tutta tranquillità, lui e Rebecca hanno un ultimo incontro, al termine del quale la ragazza strappa il certificato di matrimonio, ma chiede a Lupin di poter continuare a tenere il suo cognome. Lupin e la sua banda, perennemente inseguiti da Zenigata, scompaiono tra la folla all'interno della stazione di Milano, finendo poi col salire su un treno. |                      |                   |